# Raionul Ciorna, județul Dubăsari
Raionul Ciorna a fost unul din cele cinci raioane ale județului Dubăsari din Guvernământul Transnistriei între 1941 și 1944.